# Vogesella indigofera
Das  Vogesella indigofera  ist ein obligat aerobes, gramnegatives Bakterium. Es ist die Typusart der Gattung Vogesella in der Familie Neisseriaceae. Die Gattung Vogesella ist nach Otto Voges benannt worden.

## Merkmale
Das Vogesella indigofera ist ein stäbchenförmiges, im Durchschnitt 3,5 µm × 0,5 µm großes Bakterium, das zum Leben den elementaren Sauerstoff O2 benötigt (obligat aerob). Es tritt vorwiegend einzeln, aber auch paarweise oder in kurzen Ketten auf. Gelegentlich werden vibroide (gekrümmte) Stäbchen beobachtet. Vogesella indigofera ist mittels eines einzelnen polaren Flagellums beweglich und zeigen eine sehr schnelle Gerade- oder Zick-Zack-Motilität.
Vogesella indigofera bildet auffällige Kolonien – in frühen Wachstumsstadien sind sie durchscheinend, leicht gelblich (16–20 Stunden), später schwach bläulich (24 Stunden) und nach 36–48 Stunden tief königsblau, mit einem metallischen, kupferfarbenen Schimmer. Die Ursache für die steigende blaue Verfärbung ist die Indigoidin, das die Bakterien kontinuierlich in das umgebende Wasser ausscheiden. Die Farbigkeit der Indigoidin wird auf den Chromophor des Indigos zurückgeführt.
Vogesella indigofera ist zur Denitrifikation fähig. Es besitzt eine dünne, einschichtige Mureinhülle, die etwa 5–10 % der Trockenmasse ausmacht. Die Vermehrung der Bakterien erfolgt asexuell durch die Zellteilung.

### Genetik
Die phylogenetische Analyse der 16S rRNA-Gensequenz (Stamm 389 T) zeigte eine Übereinstimmung der Nukleotide von 96,9 % mit Vogesella mureinivorans.
Bei einer Konjugation können Bakterien mit Hilfe der Sexpili die DNA untereinander austauschen (horizontaler und vertikaler Gentransfer).

### Toxizität und Pathogenität
Bei Vogesella indigofera wurde weder Toxizität noch Pathogenität festgestellt.

## Erstbeschreibung
Otto Voges isolierte Bacillus indigoferus im Jahr 1893 aus Gelatineplatten, die er mit Leitungswasser der Kieler Wasserversorgung geimpft hatte. Er untersuchte und beschrieb das Bakterium 1893 in Kiel als erster und nannte es Bacillus indigoferus – die Veröffentlichung nahm er in dem Zentralblatt für Bakteriologie und Parasitenkunde Nr. 14/1893 unter dem Titel Ueber einige im Wasser vorkommende Pigmentbakterien vor.  Zum Beginn des 20. Jahrhunderts wurde Bacillus indigoferus  in Pseudomonas indigofera umbenannt.  Zum Ehren Otto Voges benannte die Forschergruppe D. J. Grimes, Carl R. Woese, M. T. MacDonnel, Rita R. Colwell die Bakteriengattung im Jahr 1997 Vogesella.
Eine weitere Untersuchung samt Beschreibung des Vogesella indigofera nahm im Jahr 2010 die Forschergruppe V. Cardona-Cardona, David Arroyo, J. Scellekens und C. Rios-Velazquez auf Puerto Rico vor.